# Кютюнгде
Кю́тюнгде (также Кюютингдэ, Кютингде) — река в Якутии, правый приток реки Оленёк. Длина реки — 138 км (от истока Улахан-Уэттяха — 202 км), площадь водосборного бассейна — 3420 км².
Река образуется слиянием рек Дебенгде и Сыгынахтах на южной оконечности плато Кыстык, на высоте 207 м над уровнем моря. В верховьях течёт в узком ущелье на юго-запад, затем направление меняется на западное, река начинает меандрировать. В приустьевом участке река спускается к пойме Оленька, горная тундра сменяется на лесотундру с преобладанием лиственницы. Река расширяется до 50-55 м. Впадает в Оленёк справа в 392 км от его устья, ниже впадения Беенчиме, на высоте менее 19 м над уровнем моря. В нижнем течении ширина русла составляет 100 м при глубине 0,7 м, скорость течения в низовьях — 0,3 м/с.
Питание в основном снеговое. Замерзает с первой половины октября до начала июня.

## Основные притоки
Указаны поименованные притоки длиной 30 км и более.
| Название      | Расстояние от устья | Длина | Положение |
| ------------- | ------------------- | ----- | --------- |
| Удаган        | 9,6                 | 30    | левый     |
| Харыялах      | 30                  | 64    | правый    |
| Булбарангда   | 42                  | 80    | левый     |
| Кумах-Юрях    | 77                  | 34    | левый     |
| Улахан-Уэттях | 110                 | 92    | правый    |
| Дебенгде      | 138                 | 58    | правый    |
| Сыгынахтах    | 138                 | 40    | левый     |

## Данные водного реестра
По данным государственного водного реестра России и геоинформационной системы водохозяйственного районирования территории РФ, подготовленной Федеральным агентством водных ресурсов:
- Бассейновый округ — Ленский
- Речной бассейн — Оленёк
- Речной подбассейн — нет
- Водохозяйственный участок — Оленёк от водомерного поста ГМС Сухана до устья
- Код объекта в государственном водном реестре — 18020000212117600060043[4].